# Hellfried Lack
Hellfried Lack (* 13. September 1928 in Labiau; † Februar 2006) war ein deutscher Möbel-Designer.

## Leben und Werk
Die Familie Lacks wurde in der Folge des Zweiten Weltkriegs aus Ostpreußen vertrieben und kam in die Sowjetische Besatzungszone. Lack absolvierte von 1946 bis 1948 eine Lehre als Möbeltischler und arbeitete dann in seinem Beruf. Von 1950 bis 1953 studierte er an der Fachschule für angewandte Kunst Erfurt. Von 1953 bis 1958 war er an der Hochschule für Architektur und Bauwesen (HSAB) Weimar wissenschaftlicher Assistent am Lehrstuhl für Innengestaltung bzw. bis 1969 wissenschaftlicher Mitarbeiter am Institut für Innengestaltung. Er war dort unter der Direktion von Horst Michel mit Rudolf Großmann (1917–1984) im Fachbereich Sitz-, Liege- und Behältnismöbel für die formgestalterische Anleitung der Möbelindustrie zuständig. Von 1969 bis 1984 war Lack wissenschaftlicher Assistent im Bereich Gebäudeausbau, -ausstattung und -ausrüstung der Sektion Architektur und dann bis zu seinem Eintritt in die Rente 1992 wissenschaftlicher Mitarbeiter am Wissenschaftsbereich Ausbau. Dabei übernahm er auch Lehraufgaben im Fachbereich Innenraumgestaltung und betreute die fachbezogene Forschung des Bereichs Ausbau.
In der DDR wurden von Lack designte Möbel auf Ausstellungen gezeigt, u. a. 1961 in Erfurt auf der 1. Internationalen Gartenbauausstellung sozialistischer Länder, 1962 auf der Ausstellung „neues leben – neues wohnen“ im Experimentalbau des Plattenbautyps P2 in Berlin-Fennpfuhl und 1962/1963 und 1967/1968 auf der Fünften und VI. Deutschen Kunstausstellung in Dresden. Einige seiner Entwürfe erhielten in der DDR und international Anerkennung.
Lack war bis 1990 Mitglied des Bunds der Architekten der DDR und des Verbands Bildender Künstler der DDR.